# Valgreghentino
Valgreghentino – miejscowość i gmina we Włoszech, w regionie Lombardia, w prowincji Lecco.
Według danych na rok 2004 gminę zamieszkiwało 3014 osób, 502,3 os./km².